# رابرت نی
روبرت نای (به انگلیسی: Robert Nay) (زادهٔ ۱۵ نوامبر ۱۹۵۶) شناگر اهل استرالیا است.